# スルフリル

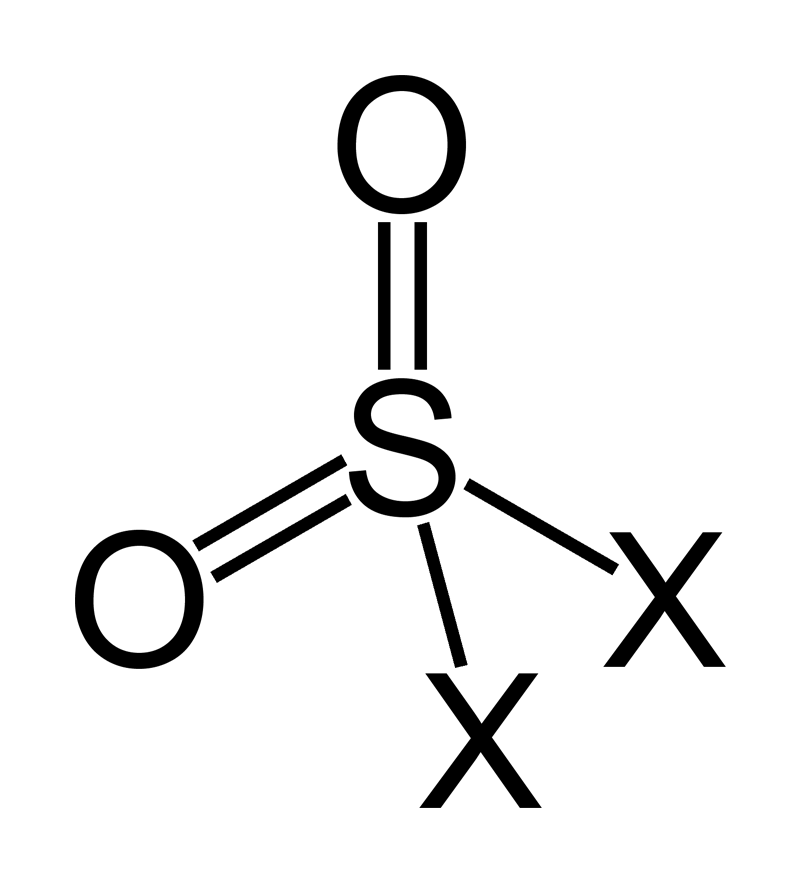
スルフリルの構造

スルフリル（英: sulfuryl）は、硫黄と、硫黄と共有結合する2つの酸素を持つスルホニル基を有する無機化合物の総称。化学式O2SX2あるいはSO2X2で示される。塩化スルフリル（SO2Cl2）やフッ化スルフリル（SO2F2）が代表的である。同様にスルホニル基を持つ有機化合物には、スルホン（RSO2R'）やハロゲン化スルホニル（RSO2X）がある。